# Benjamin Schmolck
Benjamin Schmolck, född 1672, död 1737, var en tysk präst och psalmförfattare. Hans psalmtexter är i en folklig barockstil efter ett stort inflytande från barockepokens herdepoesi. Schmolck var Pastor primarius i Schweidnitz, Schlesien. Han finns bland annat representerad i danska Psalmebog for Kirke og Hjem. I svenska 1937 års psalmbok (1937) finns han representerad med originaltexter till två verk (nr 364 och 371). I Svenska Missionsförbundets sångbok 1920 (SMF 1920) publicerades fem av hans översatt texter. 80 av Schmolcks psalmtexter finns översatta av Olof Kolmodin den äldre i dennes samling Andelig Dufworöst (Dufworöst) 1734. Även Carl Johan Lohman översatte psalmtexter av Schmolck. Bland andra 81 i 1819 års psalmbok (1819). Likadant gjorde Johan Åström med psalmen 235 för samma utgåva av den svenska psalmboken. Schmolck finns också representerad i Lova Herren 1988 och i Herde-Rösten 1892.

## Psalmer
- Du, hjelte uti striden nr 104 i Hemlandssånger 1891
- Gud ej sitt tryckta barn förgäter skriven 1704, (Andelig Dufworöst nr 25, 1819 nr 241, 1937 nr 371) och är andra versen i 1819 års Mitt öga, spar nu dina tårar och där en bearbetning av den tidigare Hålt up, du sorgsna själ at gråta. Finns på Wikisource.
- Gud sina barn med vishet leder (SMF 1920 nr 33, Lova Herren 1988 nr 484) översatt av Olof Kolmodin 1734, bearbetad 1793 och 1814.
- Helge Ande ljuva, du som likt en duva skriven 1712. Översatt av Jonas Rothof 1720 och medtagen i den pietistiska psalmboken Mose och lambsens wisor (nr 29) med 9 verser. År 1862 bearbetades den av Gustaf Palmquist och Gustaf Leonard Sparrman. Den versionen finns i Lova Herren som nr 77 med 4 verser. Ytterligare en version med 7 verser översatter och bearbetades av samma svenskar och är nr 80 i Lova Herren. Texten finns också i en tredje svensk version (SMF 1920 nr 168) av Johan Petrus Norberg
- Jag har en vän som aldrig sviker (SMF 1920 nr 60) översatt av Carl Bernhard Wadström.
- Jag har Gud och jag har nog (Andelig Dufworöst nr 62, SMF 1920 nr 35) översatt av Olof Kolmodin. Finns på Wikisource.
- Jesu, du, som i din famn (1819 och 1921 nr 555) skriven okänt årtal, översatt av Severin Cavallin
- Jesus, i det nya år
- Ju större kors, ju bättre kristen (1819 nr 235, 1937 nr 364) skriven 1715, översatt av Johan Åström samt i en andra version (1819 nr 599) av Carl Axel Torén och bearbetad av Johan Alfred Eklund. Finns på Wikisource.
- Käre Jesus, här vi stå (Herde-Rösten 1892 nr 500) en dopsång med titeln "Käre Jesus".
- Milde människornas vän (1819 nr 81)
- My Jesus, as thou wilt nr 1006 i The Church Hymn book 1872 översättning av (Mein Jesu, wie Du wilst) (1716) utförd av Jane Borthwick 1854.
- Se, döden är dödad och livet står opp (Andelig Dufworöst nr 90 och Sionstoner 1935 nr 218)